# Calzas

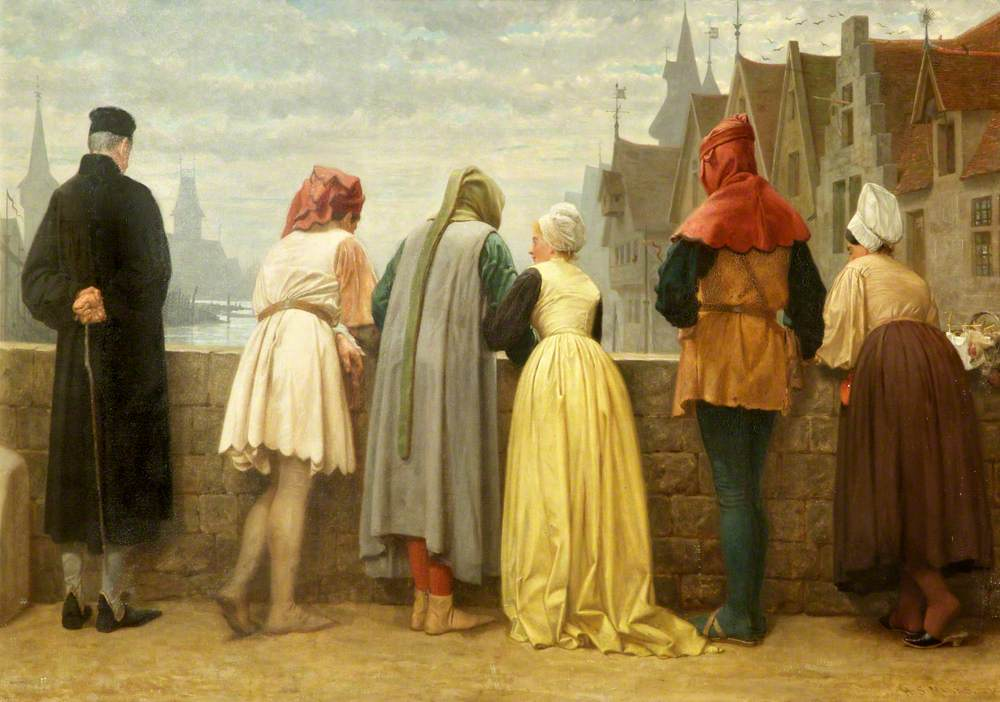
Varios tipos de calzas en la vestimenta europea septentrional hacia el, en un óleo de Henry Stacy Marks, datado en 1872. Museo de Liverpool.

Las calzas fueron prendas de vestir que cubrían la parte inferior del cuerpo humano. Documentadas desde el siglo vii, las distintas variedades incluirían a lo largo de su evolución histórica: las calzas/bragas, prendas elegantes hasta la rodilla, las medias/calzas, desde la rodilla hasta el pie, sea incluido o excluido, con modelos ajustados al cuerpo u holgados —como los zaragüelles— o piezas de fantasía como las calzas botargas (anchas y largas), las calzas atacadas (síntesis de botargas y follardos), o los gregüescos, prototipo de las calzas estofadas (es decir, acuchilladas, abullonadas, acolchadas, picadas, etcétera).
Aunque en su origen fueron prendas masculinas, evolucionaron en diversos tipos de pantalón o calzón largo para ambos sexos. Han llegado a generar modelos de leotardos, polainas («leggings»), pololos, y ‘pantis’, con desarrollo específico en actividades atléticas. Asimismo, pueden considerarse el precedente indumentario del calzón, los calzoncillos y las bragas, y etimología de calzones, calcetines, medias (de medias calzas) y calzado. Los manuales de historia de la indumentaria consideran las calzas prendas precedentes del pantalón, las medias y los leotardos.

## Historia

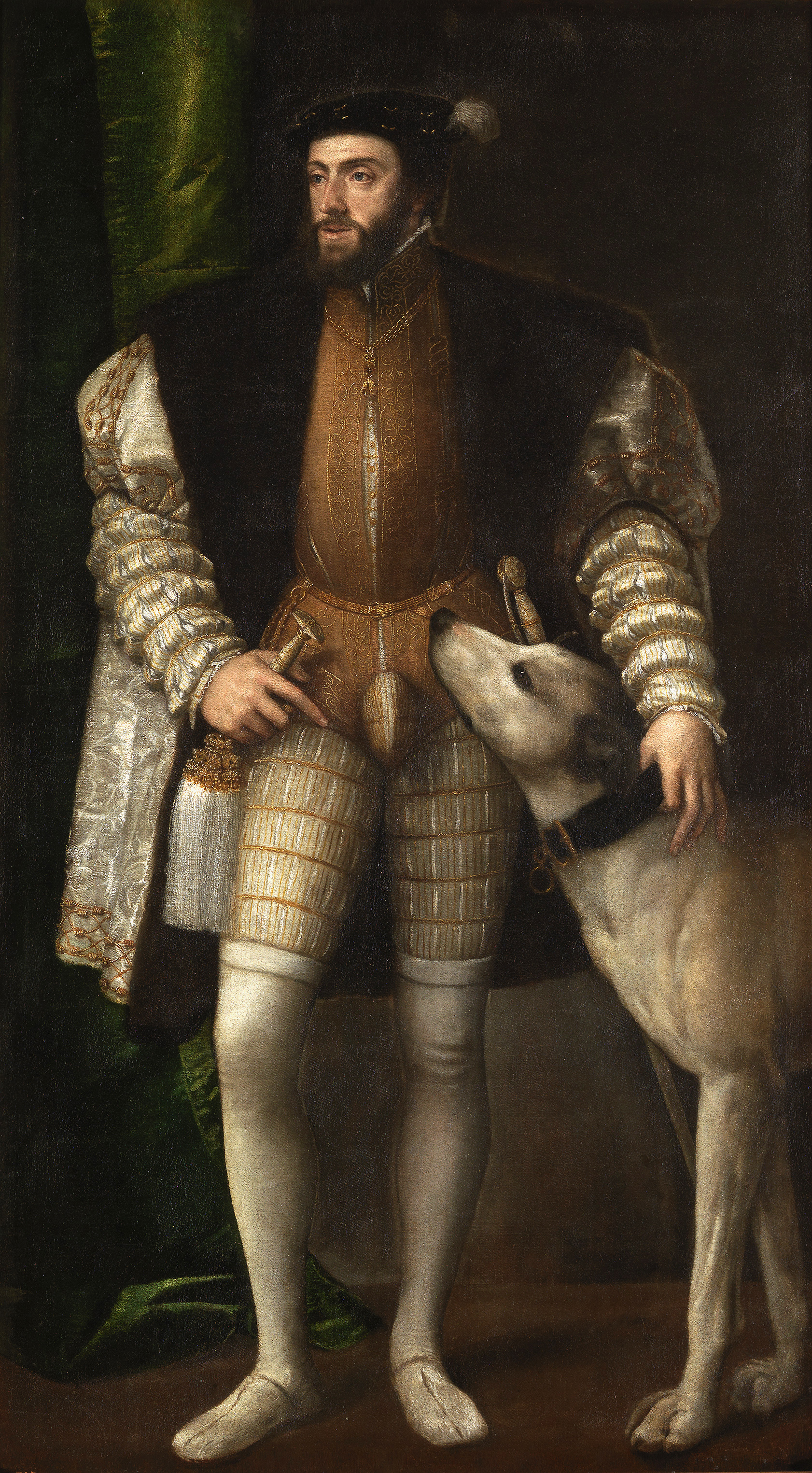
Carlos I de España con calzas atacadas, retrado por Tiziano hacia 1532.

Las calzas, que en su origen no eran fabricadas por los sastres sino por los zapateros, a partir del Renacimiento se encuentran como prenda de vestir masculina o gran calzón que cubría desde la cintura hasta los pies inclusive. En un principio, aparecen como una prenda similar a una media corta o calcetín de montaña largo que se sujeta por encima de la rodilla con tiras entrecruzadas, pero que al acortarse las prendas de vestir (como la “saya masculina” medieval, el sayo y el sayal), por influencia de las modas cortesanas, las calzas suben hasta la horcajadura, y a partir del siglo xiv hasta la cintura (calzas enteras), llegando a convertirse en un «verdadero calzón cerrado». Otro de los precedentes más antiguos eran las calzas redondas o con cola («acabadas en punta a un lado») que Boucher describe como dos piezas separadas; no así las calzas con trabillas o «de fondo plano», que se sujetaban por debajo del pie con una simple tira. También explica que las calzas con pies podían disponer de una suela incluida, lo que confirma su manufactura por zapateros antes que por sastres. Antes de que las calzas llegaran hasta la cintura se sujetaban al jubón con un juego de cordones con herretes o «agujetas», que pasaban por unos ojales.
En el siglo xvi la moda divide en dos piezas las calzas que, a su vez, empiezan a generar modelos nacionales (así, por ejemplo, las calzas italianas, francesas, castellanas o vizcaínas), que los estudiosos, no obstante, no han podido descubrir en qué se diferenciaban. Las modas producirán prendas modificadas como la trusa, los gregüescos y el calzón, que crearon a su vez nuevas variedades más o menos específicas.

## Variedades y sinónimos
Un repaso de la historia del traje en Occidente permite diferenciar una amplia tipología relacionada con las variedades y variaciones de las calzas.

### Por su longitud
- Calzas enteras o «de escaramuza», como las botargas (y calzas picadas) y los zaragüelles.
- Calzas cortas, como lo valones o calzas valonas, los toneletes, los gregüescos, las literarias calzas ‘pedorreras’ y las elegantes y muy variopintas calzas acuchilladas, entre las que podrían destacarse las de calabaza y las de melón (denominadas así por Gabriel Téllez).[e][16]

### Por su estructura y composición
Además de las calzas más sencillas o de diario (como el «picote o anacoste») y las cueras o calzas cueras, por estar confeccionadas de cuero, la composición de la prenda ha producido a lo largo de la historia numerosas variedades. Entre ellas:
- Los modelos caros de las referidas cueras, hechos de piel (cordobán y guadamecí).
- Los modelos acolchados.
- Los modelos adornados: calzas de obra, estofadas, picadas, acuchilladas, o las llamadas por Quevedo en su Historia de la vida del Buscón «calzas ‘chaondas’», variedad de las estofadas.

### Por su tejido

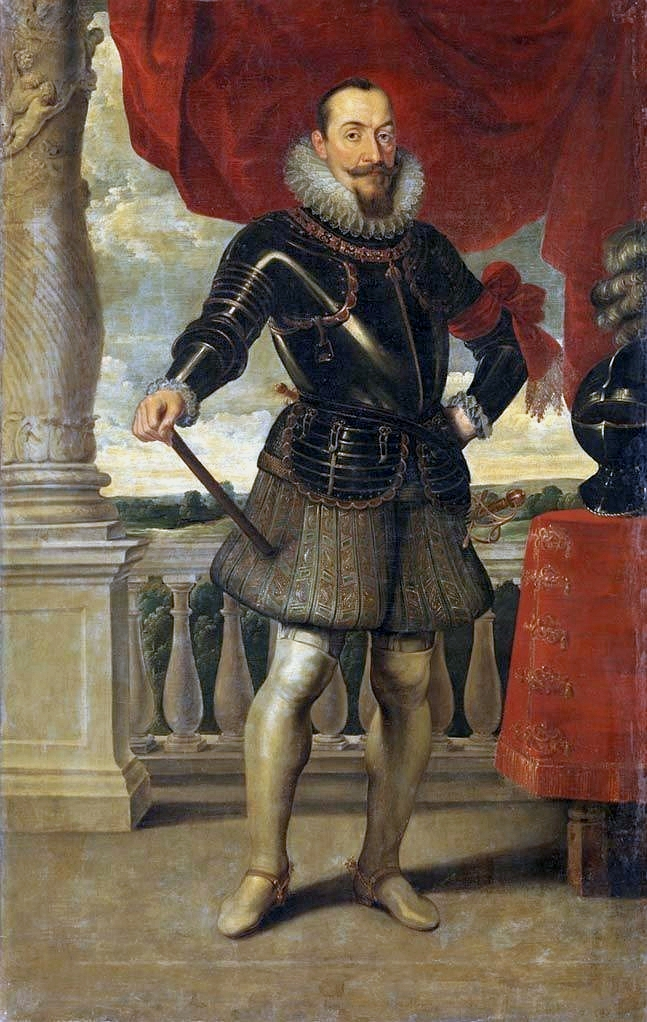
Segismundo III de Polonia en calzas a la española, mientras que uno de los tipos de calzas populares en España en ese momento fueron las calzas a la polaca, hacia 1620.

En un estudio ejemplar sobre la indumentaria española en la época de los Austrias, Herrero García diferencia hasta 16 tipos de calzas:
- Calzas bordadas (en raso, acuchilladas en oro y plata, y de forma excepcional hechas de terciopelo o de tisú).
- Calzas de terciopelo sin guarnición.
- Calzas de terciopelo con guarnición sencilla.
- Calzas de terciopelo con cuchilladas guarnecidas del tiras del mismo terciopelo, ribeteadas de raso o con pestañas de raso pardo o bien con cordondillo pardo; y forro siempre de «raso pardo, liso o picado».
- Calzas de terciopelo carmesí.
- Calzas de terciopelo carmesí o negro, ribetes de raso y pasamanería de gurbiones, flecos o entorchados; con forro de raso pardo o carmesí y medias de aguja.
- Calzas de raso con cuchilladas guarecidas de terciopelo.
- Calzas de raso con cuchilladas guarecidas de pasamanería.
- Calzas de gorgorán, usadas en verano.
- Calzas de ormesí negro o pardo, con forros de tafetán, tela de oro, o del propio ormesí con labor de seda.
- Calzas de tercianela negra con forros del mismo tejido.
- Calzas de tafetán (y el resto también en tafetán).
- Calzas de raja, casi siempre roja, leonada o salmón, con forros de terciopelo o raso y cuchilladas de pasamanería.
- Calzas de gamuza –un tipo de ante–, notables por las ricas guarniciones.
- Calzas de lana, para los pajes.
- Calzas de obra, es decir las que sobre el tejido presentan además una labor formando dibujos («pasamanería, cadenilla, fajas, pestañas ribetes, molinillos, en escalerilla, de arpón, de bies...»).[19]

### Otras denominaciones
- A la martingala. Las que tenían una correa que pasaba por la entrepierna y se sujetaban por delante y por detrás.
- A la polaca. Las de rayas transversales.
- A la sevillana. Especie de braga anchas sujetas a la cintura.
- Bermejas. Color de calzas reservado a los nobles en el siglo xiv.
- De estribera. Las que llevaban tiras de cuero, sobre las costuras exteriores.
- Italianas. Listadas de dos colores, se atacaban con herretes a la cintura.[15]

A estas, históricas, se podrían añadir otras prendas derivadas que han sobrevivido y comercializado, como el leotardo, las polainas (los muy diversos «leggings»), el pololo, e incluso los ‘pantis’ o pantimedias.

## En la literatura
El dramaturgo del siglo de Oro español, Tirso de Molina escribió una obra titulada Don Gil de las calzas verdes (1635), tragicomedia de enredo, que se abre con una escena en el Puente de Segovia de Madrid, en la que se presenta a la protagonista de esta manera: «Sale Doña Juana, de hombre, con calzas y vestido todo verde».
Asimismo, de entre las muchas y pintorescas calzas que Cervantes describió en el Quijote, cabría recordar este párrafo del capítulo XLIII de la Segunda Parte, que trata De los consejos segundos que dio don Quijote a Sancho Panza: 

Tu vestido será calza entera, ropilla larga, herreruelo un poco más largo; greguescos, ni por pienso, que no les están bien ni a los caballeros ni a los gobernadores.